# Alkanna corcyrensis
Alkanna corcyrensis là loài thực vật có hoa trong họ Mồ hôi. Loài này được Hayek mô tả khoa học đầu tiên năm 1928.